# Karen O
 (mars 2019).
Si vous disposez d'ouvrages ou d'articles de référence ou si vous connaissez des sites web de qualité traitant du thème abordé ici, merci de compléter l'article en donnant les références utiles à sa vérifiabilité et en les liant à la section « Notes et références ».
Karen Lee Orzolek, dite Karen O, est une chanteuse américaine, née le 22 novembre 1978 à Pusan.
Chanteuse du groupe new-yorkais Yeah Yeah Yeahs. Elle a également composé des bandes originales de films, comme celle de Max et les Maximonstres du réalisateur Spike Jonze. Elle sort son premier album solo Crush Songs en septembre 2014.

## Jeunesse
Karen Lee Orzolek est née à Pusan, d'une mère sud-coréenne et d'un père polonais,. La famille s'expatrie ensuite aux États-Unis, pour venir habiter dans l'État du New Jersey, dans la ville d'Englewood. Elle suit des études universitaires artistiques, à New York, à la Tisch School of the Arts.

## Carrière musicale
Au sein de son groupe, Yeah Yeah Yeahs, Karen O est vite remarquée pour son style vocal unique. Au début du groupe, les vêtements de scène sont réalisés par une de ses amis, une styliste du nom de Christian Joy. En 2014 elle sort un premier album solo baptisé Crush Songs. En 2015, elle sort I Shall Rise, la musique du jeu vidéo Rise of the Tomb Raider.

## Collaborations
Elle collabore avec Peaches et Johnny Knoxville pour la bande originale de Jackass 2 dans un morceau intitulé Backass.
En 2009, Karen O participe vocalement au douzième album du groupe américain The Flaming Lips, qui s'intitule Embryonic, sur les 3 morceaux que sont I can be a frog, Watching the planets et Gemini Syringes.
En 2011, elle participe avec David Lynch pour le premier album de celui-ci Crazy Clown Time sur la chanson Pinky's Dream. La même année, elle reprend Immigrant Song avec Trent Reznor et Atticus Ross pour la bande originale de l'adaptation de Millénium : Les Hommes qui n'aimaient pas les femmes réalisé par David Fincher.
En 2015, elle signe la chanson I shall rise, avec le guitariste David Pajo, pour le jeu vidéo Rise of the Tomb Raider.

## Vie privée
Karen est sortie avec le réalisateur Spike Jonze puis avec Angus Andrew, le chanteur du groupe de musique Liars. En décembre 2011, elle a épousé le réalisateur Barnaby Clay. Leur fils Django est né en août 2015.

## Distinctions
La revue musicale américaine Spin lui attribue la récompense de « Sex Goddess Award » en 2004 et 2005. En 2006, le magazine américain Blender déclare qu'elle fait partie des « rocks hottest women ». En 2010, dans le magazine NME, elle arrive en tête de la première place dans la catégorie « Hottest Woman ».

## Œuvres
- 2009 : All Is Love avec Nick Zinner pour le film Max et les Maximonstres
- 2009 : Where the Wild Things Are (bande originale sortie sous le nom de Karen O and The Kids)
- 2014 : Crush Songs
- 2015 : I shall rise (écrite pour le jeu vidéo Rise of the Tomb Raider)[4]
- 2015 : Let It Grow[8]
- 2019 : Lux Prima (Karen O & Danger Mouse)